# Jeremy Wariner
Jeremy Mathew Wariner (Irving, Teksas, 31. siječnja 1984.) je američki atletski sprinter na 400 metara. 
Njegov osobni rekord na 400 metara iznosi 43,45 sekundi, te je na 3. mjestu svih vremena na toj disciplini.
Osvajač je 3 olimpijska i 4 svjetskih zlata.